# Callosciurus prevostii
Callosciurus prevostii — барвистий вид гризунів родини Sciuridae. Він зустрічається в лісах на Тайсько-Малайському півострові, Суматрі, Борнео та прилеглих менших островах, з інтродукованою популяцією на півночі Сулавесі (Бруней, Індонезія, Малайзія, Таїланд). Цей вид може переносити вторинний ліс, часто заходить у фруктові сади.

## Морфологічні особливості
Довжина голови й тулуба досягає приблизно 24 сантиметрів, а вага – приблизно 350–400 грамів. Хвіст також досягає довжини приблизно 24 сантиметри, тому такий же довгий, як і решта тіла. Забарвлення тварин дуже мінливе і варіюється як всередині, так і між підвидами. Він може бути однотонним чорним, але в більшості форм він двоколірний або триколірний червоно-білий і чорний. Черево часто червоне, а спина темна, з білою смугою між черевом і спиною.

## Спосіб життя
Харчується переважно фруктами, але також деякими членистоногими, і вважається шкідником плантацій олійної пальми та кокосових пальм. Це денний і деревний вид, який лише іноді спускається на землю, щоб знайти їжу. Основний час активності — ранній ранок і пізній день.